# Hit Me with Your Best Shot
Hit Me with Your Best Shot est une chanson de la chanteuse américaine Pat Benatar écrite par Eddie Schwartz (en). Sortie en 1980, elle est le deuxième single de l'album Crimes of Passion.

## Écriture et sortie
Eddie Schwartz (en) a composé et écrit la chanson, après une séance de thérapie où il devait frapper des coussins. Hit Me with Your Best Shot (en français : frappe-moi avec ton meilleur coup) est toutefois une métaphore, évoquant la confiance en soi,. La chanson est écrite pour son premier album, Schwartz. Le titre est cependant refusé par son label et n'apparaît pas sur l'album, sorti en 1978.
La chanteuse Pat Benatar entend le morceau et choisit de l'enregistrer sur l'album Crimes of Passion.

## Accueil
La chanson est l'un des plus grands succès de Benatar.
Aux États-Unis, Hit Me with Your Best Shot est le premier single de Benatar à entrer dans le top 10 du Billboard Hot 100,. Le titre reste 24 semaines dans le classement, culminant à la 9e place la semaine du 20 décembre 1980. La chanson atteint également la 7e position dans le top 100 Singles du magazine Cash Box en décembre 1980 et janvier 1981,.

## Dans la culture populaire
Le titre est utilisé dans de nombreux événements sportifs. Il apparaît également dans plusieurs séries télévisées, dont Supergirl ou Les Griffin.
En novembre 2011, Hit Me with Your Best Shot est reprise dans le 6e épisode de la troisième saison de la série Glee (Mash Off). Elle est chantée en mashup avec la chanson One Way or Another lors d'une partie de balle aux prisonniers entre membres du glee club : Cory Monteith (Finn Hudson) débute le morceau par la reprise de Benatar, suivi par Naya Rivera (Santana Lopez) reprenant Blondie. Dans Rolling Stone, Erica Futterman parle d'« un mélange bien réalisé », qui a pour une fois un rapport avec l'intrigue. Michael Slezak de TVLine complimente la voix de Rivera et se montre plus réservé sur celle de Monteith « auto-tunée ». Le single Hit Me with Your Best Shot / One Way or Another atteint la 86e place du Billboard Hot 100. 
En 2020, la chanson a été reprise par Adona pour la bande-originale du film Birds of Prey, cette reprise figure également dans le film.
On peut chanter le titre en Karaoké dans le jeu Sleeping Dogs (2012).